# Diogo de Teive (navigateur)
Pour les articles homonymes, voir Diogo de Teive.
Diogo de Teive fut un capitaine de caravelle portugais du XVe siècle. Il navigua pour le compte d'Henri le navigateur.

## Biographie
En 1450, Diogo de Teive, ecuyer d'Henri le navigateur, navigua vers l'archipel des Açores et débarqua le 1erjanvier 1451 sur l'île de Terceira déjà connu depuis un quart de siècle par les Portugais, les Espagnols et les Hollandais.
En 1452, Henri le navigateur le missionna, pour aller découvrir et reconnaître la mythique île d'Antilia qu'on imagine située au-delà de l'archipel des Açores.
Il aurait atteint, en compagnie de son fils, João de Teive, l'île de Terre-Neuve et sur le chemin de retour passant par les Açores, reconnu les îles de Corvo et Flores.
Revenu au Portugal, il signe, le 5 décembre 1452, un nouveau contrat avec Henri le navigateur, pour l'installation sur l'île de Madère d'un dispositif hydraulique de sucre.
Par l'intermédiaire d'Henri le navigateur, Diogo entre en relation avec Jácome de Bruges, un gentilhomme flamand capitaine-donataire de l'île de Terceira, travaillant au service d'Henri le navigateur.
En 1472, Diogo de Teive et son fils João obtiennent, tout comme Jácome de Bruges, des droits de propriété à Ribeira Brava sur l'île de Madère. Leurs descendants vécurent également sur cette île.
L'humaniste Diogo de Teive est son arrière-petit-neveu, selon les auteurs généalogiques classiques.